# Eska Kaufhaus
Het Eska Kaufhaus (eigen schrijfwijze: eska Kaufhaus) is een zelfstandig warenhuis in Neustadt in Holstein. Het warenhuis werd opgericht door Hermann Kornblum jr. in 1965.
In 1965 opende Kornblum im de Kremper Straße in Neustadt een winkel van 600 m² met artikelen voor dagelijks gebruik. Hier waren zo'n 20 medewerkers werkzaam. Al snel werd het pand te klein, waarna in 1971 een stuk grond aan de Markt werd verkregen en de oppervlakte van het warenhuis uitbreidde tot 1.500 m². Door een aanbouw in 1976 werd de oppervlakte verder uitgebreid tot 2.000 m². In het voorjaar van 1980 werd het pand aan de Kremper Straße 3 met een oppervlakte van 450 m² erbij gehuurd en in 1984 werd de kelder van de voormalige Edeka-Markt met een oppervlakte van 600 m² toegevoegd. In het jaar 2005 volgde een aanbouw, waarmee de uiteindelijke winkeloppervlakte uitkwam op 3500 m².
Het bedrijf was lange tijd in handen van de familie Kornblum. Hermann droeg een deel van de aandelen in de onderneming al vroeg over aan zijn drie kinderen. In 2005 droeg Hermann Kornblum de leiding van het bedrijf over aan zijn dochter Sybille Frick en deed de resterende aandelen in de onderneming over aan zijn kinderen. In 2008 nam Jürgen Mohr het bedrijf over.